# Archanara immaculata
Archanara immaculata är en fjärilsart som beskrevs av Abel Dufrane 1935. Archanara immaculata ingår i släktet Archanara och familjen nattflyn. Inga underarter finns listade i Catalogue of Life.